# Jean-Baptiste Dasconaguerre
Œuvres principales
Atheka-gaitzeko oihartzunak (1870)
Jean-Baptiste Dasconaguerre (ou Azkonagerre en graphie basque moderne), né le 7 juin 1815 à Bayonne, mort le 26 novembre 1899 à Londres, est un avocat, notaire, homme politique et écrivain basque-français.
Il est connu principalement comme auteur du premier roman publié en langue basque, “Atheka-gaitzeko oihartzunak”, en 1870.

## Biographie

### Origine et formation
Jean-Baptiste Dasconaguerre naît en 1815. Il est le fils de François Dasconaguerre, négociant à Bayonne, et de Marie Laxalde, dont le frère Dominique Laxalde est maire de Saint-Jean-de-Luz. Un frère de son père est prêtre à La Bastide-Clairence.
Après être passé par le collège des jésuites de Pasaia, il fait ses études de droit à Paris où il fréquente les milieux littéraires de l'époque.
De retour en Pays basque il est un temps avocat au barreau de Bayonne puis s'installe comme notaire d'abord à La Bastide-Clairence (1841-1861) puis à Bayonne (1861-1884),.
Il épouse en 1848 Marie-Caroline Fagalde, issue d’une famille de notables, nièce de Pierre Victor Duséré, député.

### Carrière politique
Fort de cette formation il entame une belle carrière politique, occupant pendant 40 ans les fonctions suivantes :
- Conseiller municipal (1843-1851), puis maire de La Bastide-Clairence (1851-1868).
- Membre du conseil d'arrondissement de Bayonne, élu dans le canton de La Bastide-Clairence (1851-1859).
- Membre du conseil général des Basses-Pyrénées, élu dans le canton de La Bastide-Clairence (1859-1884)[5].

Conservateur, catholique, favorable au second empire, il est un proche du prince Louis-Lucien Bonaparte. Il est nommé chevalier de la Légion d’Honneur en 1867. Sous la troisième république il est catalogué réactionnaire, clérical et anti-républicain mais continue d’obtenir la faveur des électeurs.
Il centre sa réflexion politique sur le Pays basque. Un temps proche du carlisme, il évolue vers des thèses du nationalisme romantique (insistance sur les caractéristiques nationales des Basques, revendications en faveur de la langue basque, avocat des insoumis basques au service militaire…). Tourné vers l’avenir il formule plusieurs propositions pour un développement économique du Pays basque.
Il est aussi un des instigateurs de la création de l'abbaye dominicaine de Belloc  en 1875 et du monastère Sainte-Scholastique d’Urt (moniales) en 1883.

### Carrière littéraire

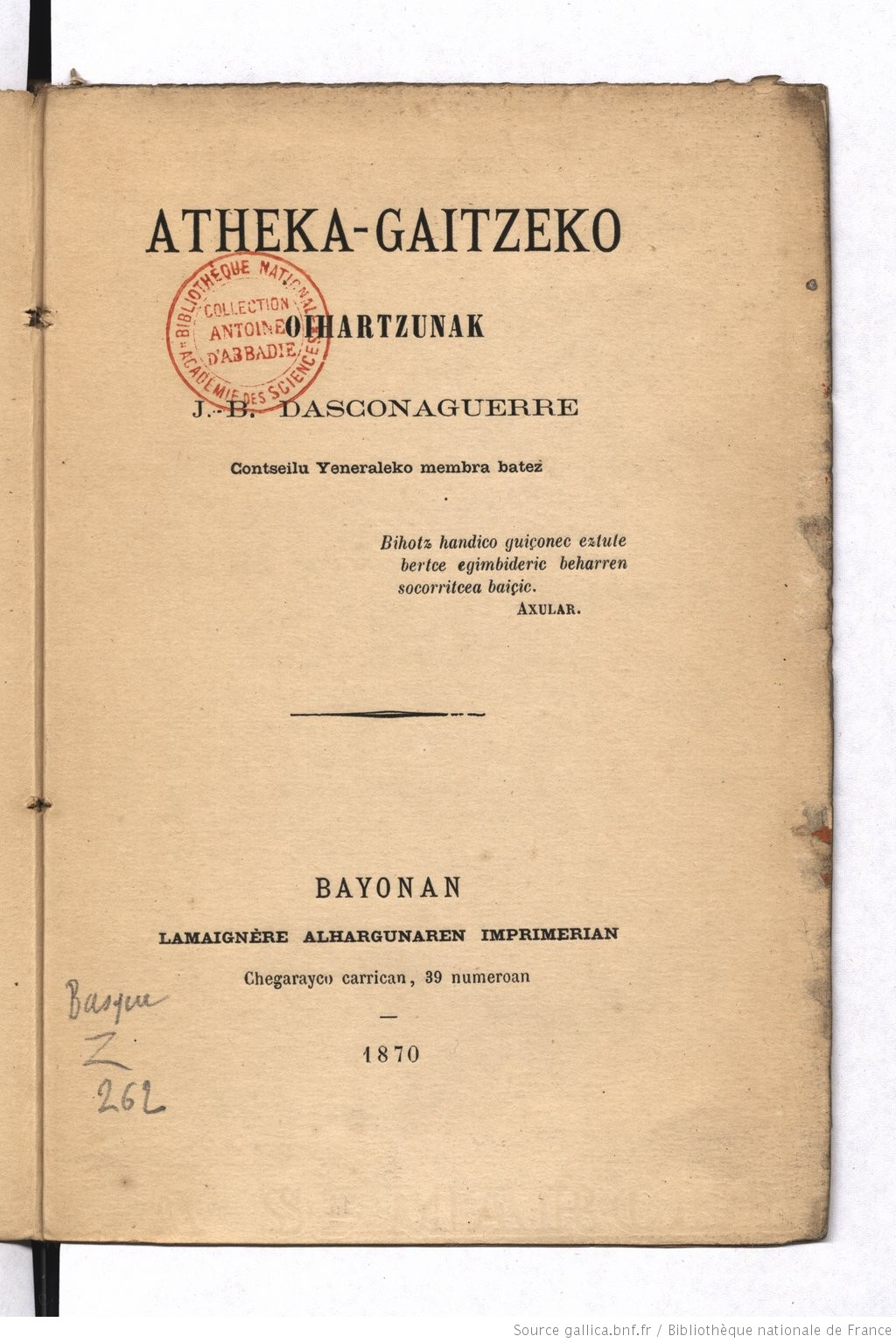
Couverture de l’édition originale de Atheka-gaitzeko oihartzunak (Bayonne, 1870).

Inscrit dans un mouvement de renaissance littéraire et patriotique basque il publie en 1867 un premier roman "Les échos du Pas de Roland" où il dépeint les exploits authentiques d'un contrebandier basque (Ganix de Macaye) dans le contexte géopolitique de la première guerre carliste. Cette œuvre a ceci de particulier qu'elle est présentée comme étant “traduite du basque”.
En 1870, à la demande du public, il publie "Atheka gaitzeko oihartzunak", premier roman en langue basque, à l’origine de "Échos du Pas de Roland" publié auparavant. C'est la première fois que la langue basque explore vraiment la prose. Elle était jusque là réservée à la poésie ou à des dissertations religieuses. Avec ce livre Dasconaguerre ouvre une nouvelle perspective d'avenir pour la langue basque qui se trouvait alors menacée jusque dans son existence du fait de la politique linguistique de la France. Ces ouvrages, publiés sous le second empire, sont dédiés au prince Louis-Lucien Bonaparte, cousin de Napoleon III et animateur d'un cercle de philologie, linguistique et littérature basque auquel appartenaient Emmanuel Inchauspé et Jean-Pierre Duvoisin. Ces ouvrages étaient destinés à une œuvre charitable, adoucir la vieillesse du héros Ganix de Macaye, et sont le motif de la nomination de Dasconaguerre comme officier d'Académie (1870). La chute du second empire, immédiatement après la publication de "Atheka gaitzeko oihartzunak", provoque un coup d'arrêt pour Dasconaguerre.
Il reprend la plume pour publier en 1880 "Golfe de Gascogne et Pays basque" où il entreprend une description détaillée du Pays basque, de ses traditions, de ses mœurs et où il inclut ses propositions politiques et de développement économique. Il met en annexe une collection de proverbes basques.
En 1883 il produit une nouvelle, "Mendigor-Içareder", basée sur la problématique de l'émigration basque vers l'Amérique du Sud, fléau de son époque, et dont il détaille les diverses conséquences, pour ceux qui partent et ceux qui restent.
En 1891, alors qu'il a disparu de la scène publique, le philologue Julien Vinson publie "Essai d'une bibliographie de la langue basque" où il explique que son ami Dasconaguerre n'est pas vraiment l'auteur original de "Atheka gaitzeko oihartzunak" mais qu'il s'agit plutôt d'un projet collectif dont Vinson lui-même fit partie. Dasconaguerre n'apporte pas de réfutation à Vinson, mais il faut dire qu'il était exilé à l'étranger à cette époque. Quoi qu'il en soit Dasconaguerre restera toujours le premier à avoir pris l’initiative de publier un roman en langue basque.
Dasconaguerre a été source d'inspiration pour des écrivains postérieurs. En effet Pierre Loti ("Ramuntcho", 1897) et Pío Baroja ("Zalacain el aventurero", 1909) reprennent concrètement le thème du contrebandier basque, noble et loyal. Mais plus généralement Dasconaguerre a contribué dans ses œuvres à fixer une identité basque "traditionnelle", identité adoptée partiellement peu après par le nationalisme basque (fondation du Parti Nationaliste Basque en 1895).

### Affaire Dasconaguerre
En 1884, à la veille d´élections municipales, il est accusé d'abus de confiance et de détournement de fonds dans l'exercice de ses fonctions de notaire. Affaire plus politique qu'autre chose, il aurait été prévenu de son arrestation imminente par le procureur de Bayonne lui-même et choisit de prendre la fuite à l'étranger. Il sait si bien se faire oublier qu'on ne peut que partiellement reconstituer son itinéraire. Plusieurs éléments semblent le situer un temps en Tunisie où deux de ses fils sont présents. Mais finalement c'est en Angleterre, à Londres, qu'il finit par s'installer, avec son épouse et quelques-uns de ses enfants. On sait désormais qu'il meurt à Londres en 1899 et qu’il y est enterré.
Sa disparition volontaire à partir de 1884 puis les insinuations de Vinson en 1891 ont porté tort à la postérité littéraire de Dasconaguerre si bien que malgré le fait qu’il soit le précurseur du roman en langue basque sa biographie est restée longtemps négligée.

## Publications

### Romans, nouvelles
- "Echos du Pas de Roland", 1867[13],[14]
- (eu) (dialecte labourdin) "Atheka-gaitzeko oihartzunak", 1870, il est vendu au profit d'une œuvre de charité[5],[1]
- "Mendigor-Içareder, récit basque", 1883[15]

### Essais
- "Golfe de Gascogne et Pays basque (et Choix de proverbes basques)", 1880